# Descoperă
Descoperă este o revistă de știință, tehnologii, natură și călătorii lansată în anul 2003 de trustul de presă Media Pro, ca supliment lunar pentru Ziarul Financiar. Din martie 2008, revista deține și o ediție online.
Sub sloganul „Descoperă este lumea ta”, site-ul Descopera.ro oferă zilnic informații din știință, istorie, cultură, natură și lumea digitală pentru cititorii români de toate vârstele, fiind o sursă pentru îmbunătățirea cunoștințelor generale. Materialele din secțiunea Mari Întrebări răspund la o serie de curiozități mai mult sau mai puțin științifice pe care oamenii de toate vârstele le au. 
În prezent, Descopera.ro este parte a trustului Mediafax Group, alături de agenția de presă Mediafax, Ziarul Financiar, Revista Business Magazin și site-urile Gandul.info și Csid.ro.
În anul 2019, Radu Budeanu, fondatorul Ciao! și al Cancan, cumpără mărcile Gândul Descoperă, CSID, Apropo TV și Go4IT, de la Adrian Sârbu, proprietarul Mediafax Group.